# Plana europea oriental

Extensió de la Plana europea oriental

La plana europea oriental o la plana russa (en rus: Русская равнина) és una plana que comprèn una sèrie de conques de rius a Europa Oriental. Juntament amb la plana nord-europea forma la gran plana europea. És la part lliure de muntanyes més gran del paisatge europeu.
La plana abasta aproximadament 4.000.000 km² i la mitjana és de 170 metres d'altura. El punt més alt, situat en els pujols de Valdai és de 346,9 metres sobre el nivell del mar.
Està limitada pels Urals a l'est, el mar de Barents i Escandinàvia al nord, el mar Bàltic, la plana occidental del nord d'Europa i els Carpats a l'oest i els Carpats. Mar Negre i les estepes d’Àsia central i el mar Caspi al sud. Cobreix la major part de la Rússia europea, els països bàltics, Bielorússia i Ucraïna. El travessen uns quants relleus febles formats per l’altiplà central rus o l’altiplà del Volga per als més importants. Diversos grans rius drenen aquesta plana principalment de nord a sud com el Volga o el Dniéper. A la seva part meridional, el sòl de la plana d'Europa de l'Est està format per terra negra, formació geològica que permet la creació de graners de blat.
Constitueix una de les grans unitats geogràfiques de Rússia, encara que el relleu o la geologia distingeix diferents formacions. Les planes i depressions, drenades per grans rius, s'eleven entre 0 i 150 metres sobre el nivell del mar, mentre que la cadena d'altiplans i turons assoleix entre 300 i 500 metres.

## Límits
- Nord: Mar Blanca, mar de Barentsz, mar de Kara, Alps escandinaus.
- Est: Urals i depressió del Turan.
- Sud: Balcans, monts de Crimea, Caucas, mar Negra, mar d'Azov i mar Càspia, altiplà d'Ustiurt.
- Oest: Mar Bàltica, Oder i Neisse, Sudets, Carpats (Carpats occidentals, Carpats Orientals, Carpats meridionals, Carpats serbis).

## Subdivisions regionals
La plana està subdividida en una sèrie de regions diferents, sent les principals:
- l'altiplà de Valdai
- l'altiplà central rus
- els altiplans del Volga
- la conca del riu Dnièper (depressió del Dnièper)
- la depressió de la mar Negra
- la depressió de la mar Càspia

## Països
- Rússia
- Estònia
- Letònia
- Lituània
- Belarús
- Ucraïna
- Polònia
- Moldàvia
- Kazakhstan (part europea)
- Alemanya

## Geologia

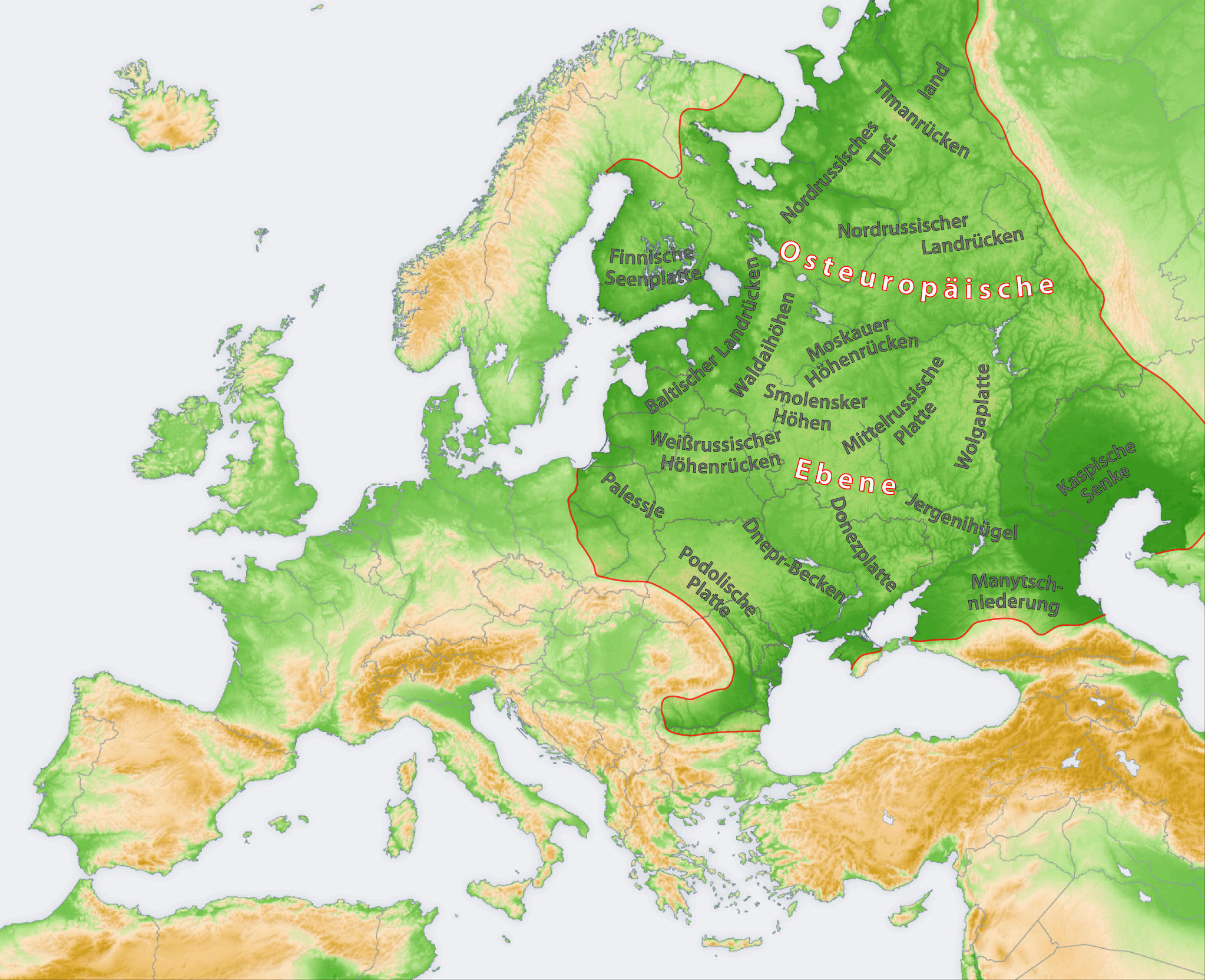
Mapa de la plana d'Europa de l'Est amb les seves principals unitats geogràfiques.

Pel que fa a la geologia, cal distingir sobretot els grans altiplans formats a partir de capes recents de roques sedimentàries i l'escut del precontinent europeu. Entre les antigues regions de l'escut, l’escut rus és, amb diferència, el més extens; Cobreix aproximadament la meitat d'Europa de l'Est, limitant al sud de l’escut ucraïnès i al nord-oest de l’escut escandinau, que són restes de l'orogènia herciniana i de l'orogènia caledònia. A l'est, aquest altiplà gegantí està vorejat per les muntanyes Urals. Les roques de l'escut escandinau s'enfonsen fins a centenars de quilòmetres per sota de les de l'escut rus i en constitueixen la base. Les planes i altiplans a l'oest d'aquestes grans masses continentals ocupen només una àrea marginal. Els espectaculars contraforts de l'altiplà del Volga marquen la transició a la plana de la depressió del Caspi.
La plana d'Europa de l'Est (que té un caràcter molt muntanyós en diversos llocs) cobreix gairebé totalment el territori de la Rússia europea. Els inicis d'aquesta plana limiten amb els veïns occidentals de Rússia: Estònia, Letònia, Lituània, Polònia, Bielorússia, Ucraïna, Moldàvia i al sud fins a Kazakhstan. És difícil delimitar amb precisió els seus contorns, i per això (segons el punt de vista que es adopti) uns quants d'aquests països veïns i el seu relleu queden exclosos de la plana.
Al nord, la plana d'Europa oriental toca el Mar de Barentsz, al nord-est les muntanyes Pai-Choi, a l'est les muntanyes dels Urals i el riu Ural. Al sud s'acaba amb la depressió del Caspi, a la frontera nord del Caucas i el mar Negre. Més a l'oest, s'estén més enllà de l’altiplà de Podolia i dels Aiguamolls de Pinsk, alimentats pel Prípiat, fins als turons d'Escandinàvia (i més a l'oest, s'estén per la plana alemanya al nord). Al nord dels països bàltics, és banyat pel golf de Finlàndia i s'estén a la regió dels llacs finlandesos. Al nord-est de l'Istme de Carèlia, és banyat per la Mar Blanca.

## Principals unitats geomorfològiques
- Serralada de Timan: conca hidrogràfica de Mezen i Riu Vítxegda
- Depressió d'Arkhangelsk - Conca del Dvinà Septentrional (Daugava), Riu Petxora
- Muntanyes Ouvaly - Conca Riu Iug i Oucha (Bielorússia)
- Turons Bàltics: conca hidrogràfica de Niemen, Prególia i Vístula
- Planell de Valdai - Conca del Volga, Dniéper i Dvinà Occidental
- Altiplà central de Rússia – Conca de Kliazma
- Altiplà de Moscou - Conca d'Okà, Don i Síverski Donets
- Muntanyes Smolensk - Conca del riu Moskvà, Desna
- Altiplà de Bielorússia– Conca de Nemunas i Riu Berezina
- Altiplà del Volga – Medveditsa i conca del Surà.
- Polèsia: amb l'Aiguamolls de Pinsk i el Riu Prípiat
- Altiplà de Podolia - Conca del Buh Meridional
- Altiplà del Dniéper – Conca d'Inhulets, Inhul
- Muntanyes Iergueni – Conca del Sal
- Depressió del Caspi - Conca del Volga, Ural i Kura
- Altiplà de Donets
- Depressió del Kumà-Mànitx - Conca del Mànitx

## Rius

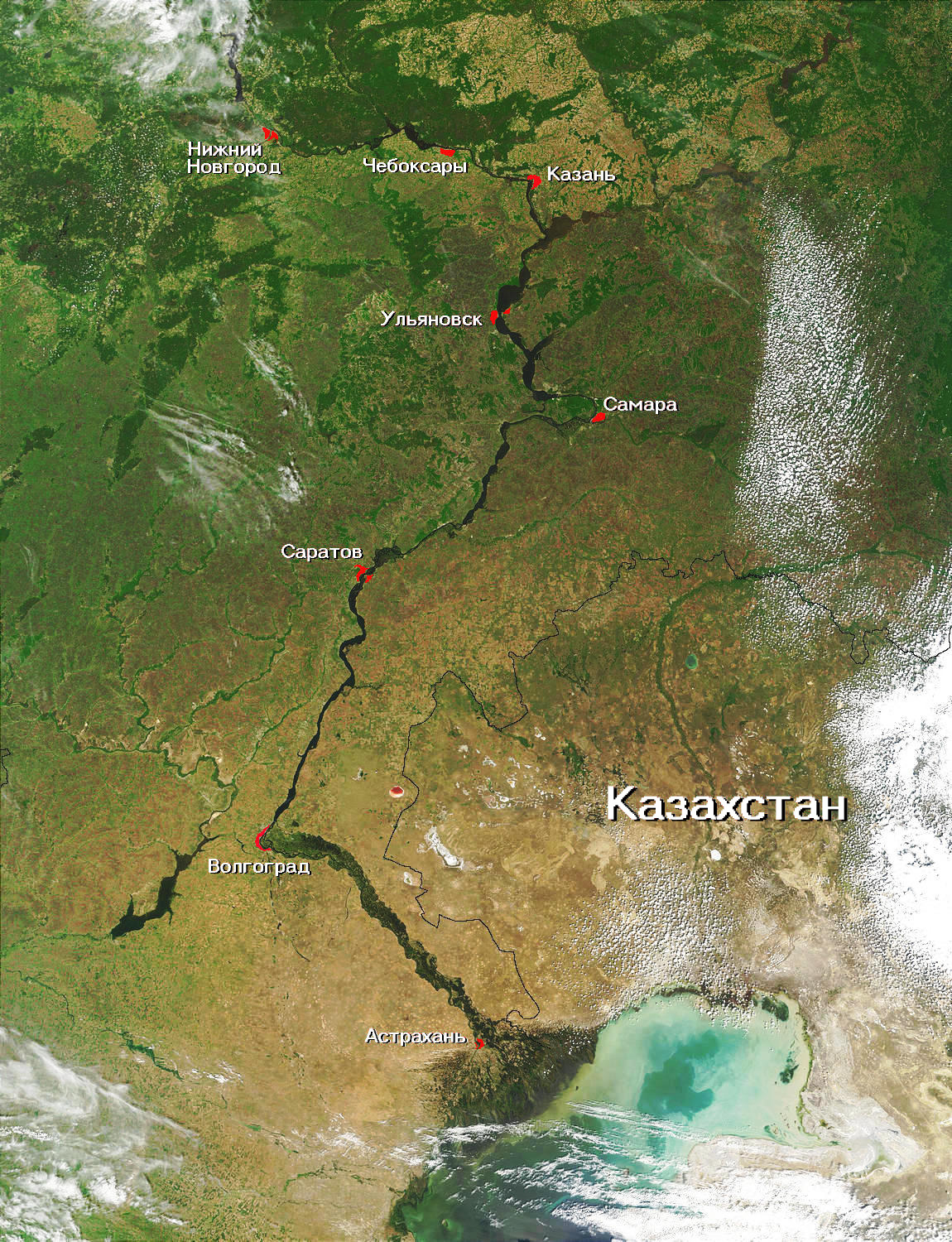
Volga mitjà i inferior

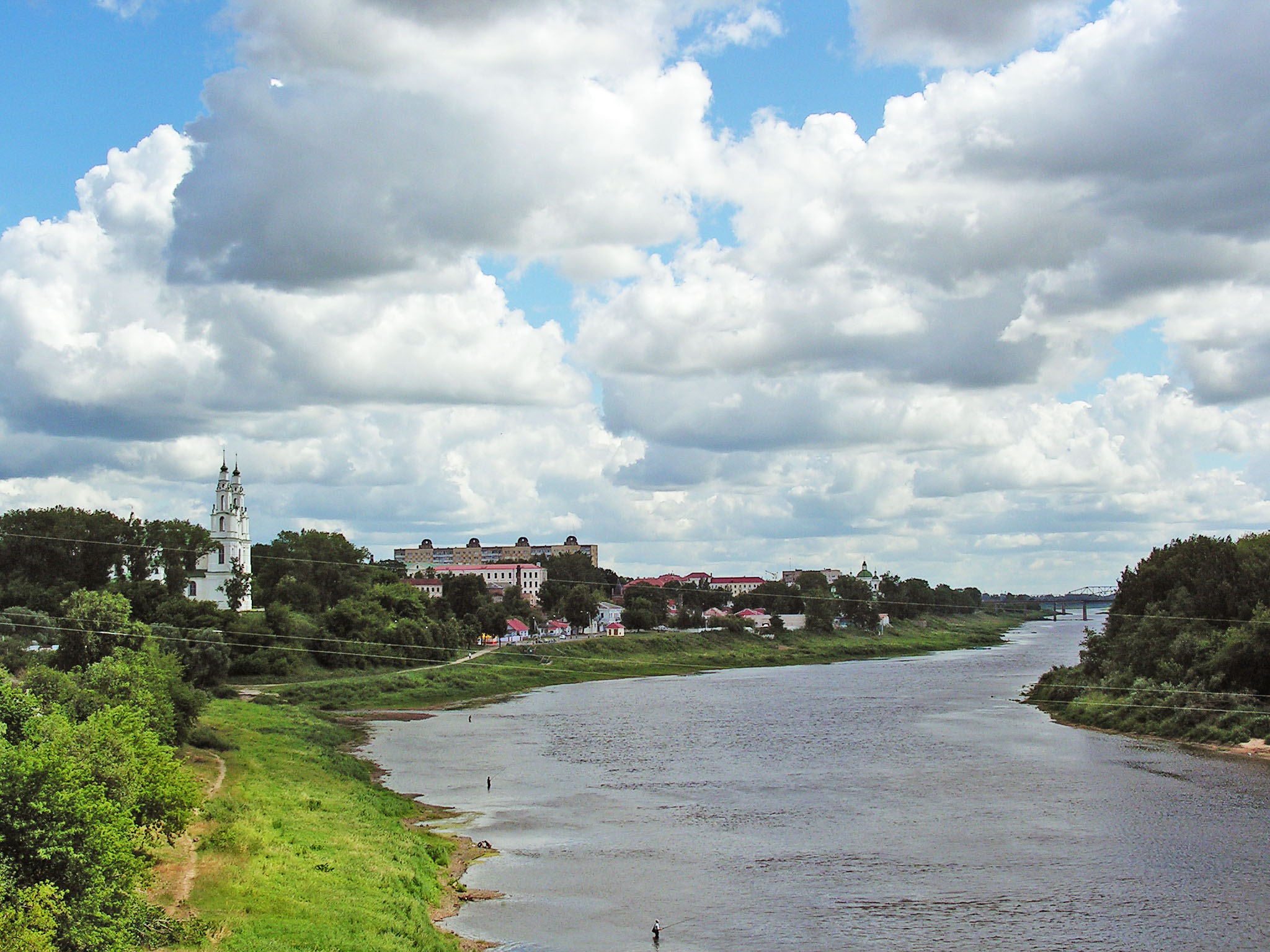
Dvina Occidental (a Pòlatsk).

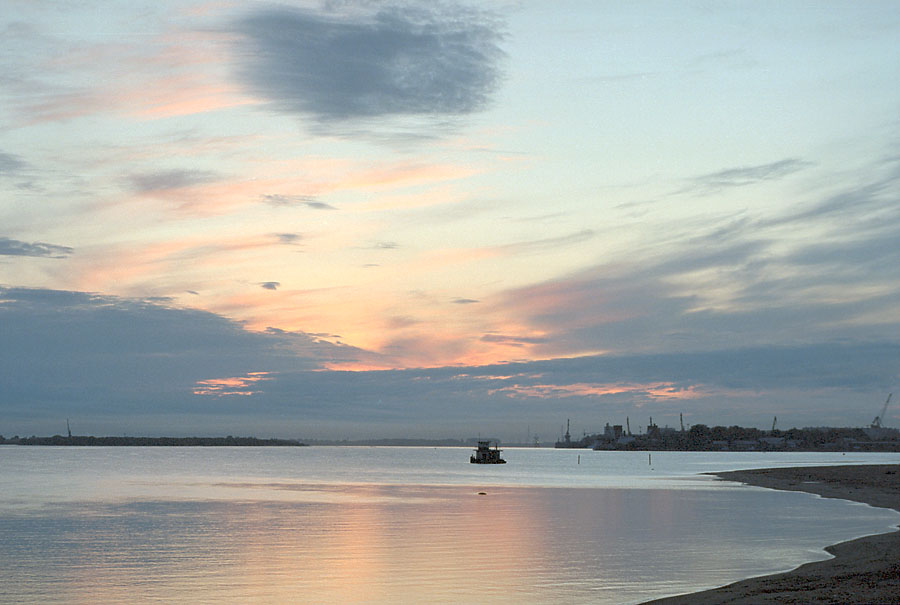
Dvina Septentrional (en Arkhànguelsk)

La majoria dels rius de la plana d'Europa Oriental tenen dues direccions principals, nord i sud. Els rius del vessant septentrional flueixen cap al mar de Barentsz, la Mar Blanca i la Mar Bàltica, mentre que els rius del vessant meridional es dirigeixen cap a la mar Negra, el mar d'Azov i la Mar Càspia.
La principal conca hidrogràfica entre els vessants septentrional i meridional s'estén d'oest-sud-oest a aquest-nord-est. Travessa els pantans de Polesie, les terres altes de Lituània-Bielorússia i Valdai, els Uvals del Nord. La unió de conques més important es troba en les terres altes de Valdai. Aquí neixen el Dvinà Occidental, el Dniéper i el Volga.
Tots els rius de la plana d'Europa Oriental pertanyen al mateix tipus climàtic: predominantment alimentats per la neu amb crescudes primaverals. Malgrat pertànyer al mateix tipus climàtic, els rius del vessant nord difereixen significativament dels rius del vessant sud en el seu règim. Els primers se situen en una zona de balanç hídric positiu, en la qual les precipitacions dominen sobre la evapotranspiració.
Amb una precipitació anual de 400–600 mm en el nord de la plana d'Europa Oriental, en la zona de tundra, l'evaporació real de la superfície terrestre és de 100 mm o menys; en el cinturó mitjà, per on passa la cresta d'evaporació, és de 500 mm en l'oest i de 300 mm en l'est. En conseqüència, l'escolament fluvial representa aquí de 150 a 350 mm a l'any, és a dir, de 5 a 15 l/seg per quilòmetre quadrat de superfície. La cresta de l'escolament discorre per l'interior de Carèlia (la bandeja nord del llac Onega), el curs mitjà del Dvina septentrional i el curs alt del Petxora
A causa del gran escolament, els rius del vessant nord (Dvina Septentrional, Petxora, Neva, etc.]) són de gran cabal. Ocupen el 37,5% de la plana russa i aporten el 58% del seu escolament total. L'alt contingut en aigua d'aquests rius es combina amb una distribució més o menys uniforme de l'escolament al llarg de les estacions de l'any. Encara que s'alimenten de neu, provocant inundacions a la primavera, la pluja i l'alimentació de les aigües subterrànies també exerceixen un paper important.
Els rius del vessant meridional de la Plana d'Europa Oriental flueixen en condicions d'important evaporació (500–300 mm en el nord i 350–200 mm en el sud) i escasses precipitacions en comparació amb els rius del vessant septentrional (600–500 mm en el nord i 350–200 mm en el sud), la qual cosa provoca una reducció de l'escolament de 150–200 mm en el nord a 10–25 mm en el sud. Si expressem l'escolament dels rius de pendent sud en litres per segon per quilòmetre quadrat de superfície, és de només 4-6 litres en el nord i de menys de 0,5 litres en el sud-est. La petita grandària de l'escolament determina el baix contingut en aigua dels rius del vessant sud i la seva extrema irregularitat al llarg de l'any: el màxim escolament es produeix durant el breu període de la crescuda primaveral.
Alguns dels rius europeus més grans reguen la plana d'Europa de l'Est (de més a menys cabal).
- Volga - Rússia
- Ural - Rússia, Kazakhstan
- Dniéper - Rússia, Bielorússia, Ucraïna
- Riu Don – Rússia
- Riu Petxora - Rússia
- Riu Kama - Rússia
- Okà - Rússia
- Bélaia – Rússia
- Dvinà Occidental – Rússia, Bielorússia, Letònia
- Nemunas - Bielorússia, Lituània, Rússia (enclavament de Kaliningrad)
- Prególia - Rússia (enclavament de Kaliningrad)

## Llacs
Els llacs estan distribuïts de forma molt desigual en la plana d'Europa Oriental. Són més abundants en la zona nord-occidental, ben hidratada. La part sud-oriental de la plana, per contra, manca pràcticament de llacs. Rep poques precipitacions i també té un relleu erosiu madur desproveït de fondalades tancades. En el territori de la Plana Russa poden distingir-se quatre zones llacustres: la zona de llacs glaciotectònics, la zona de llacs morrènics, la zona de llacs de plana al·luvial i suffusion-karst, i la zona de llacs limànics.
Regió lacustre glaciotectònica.

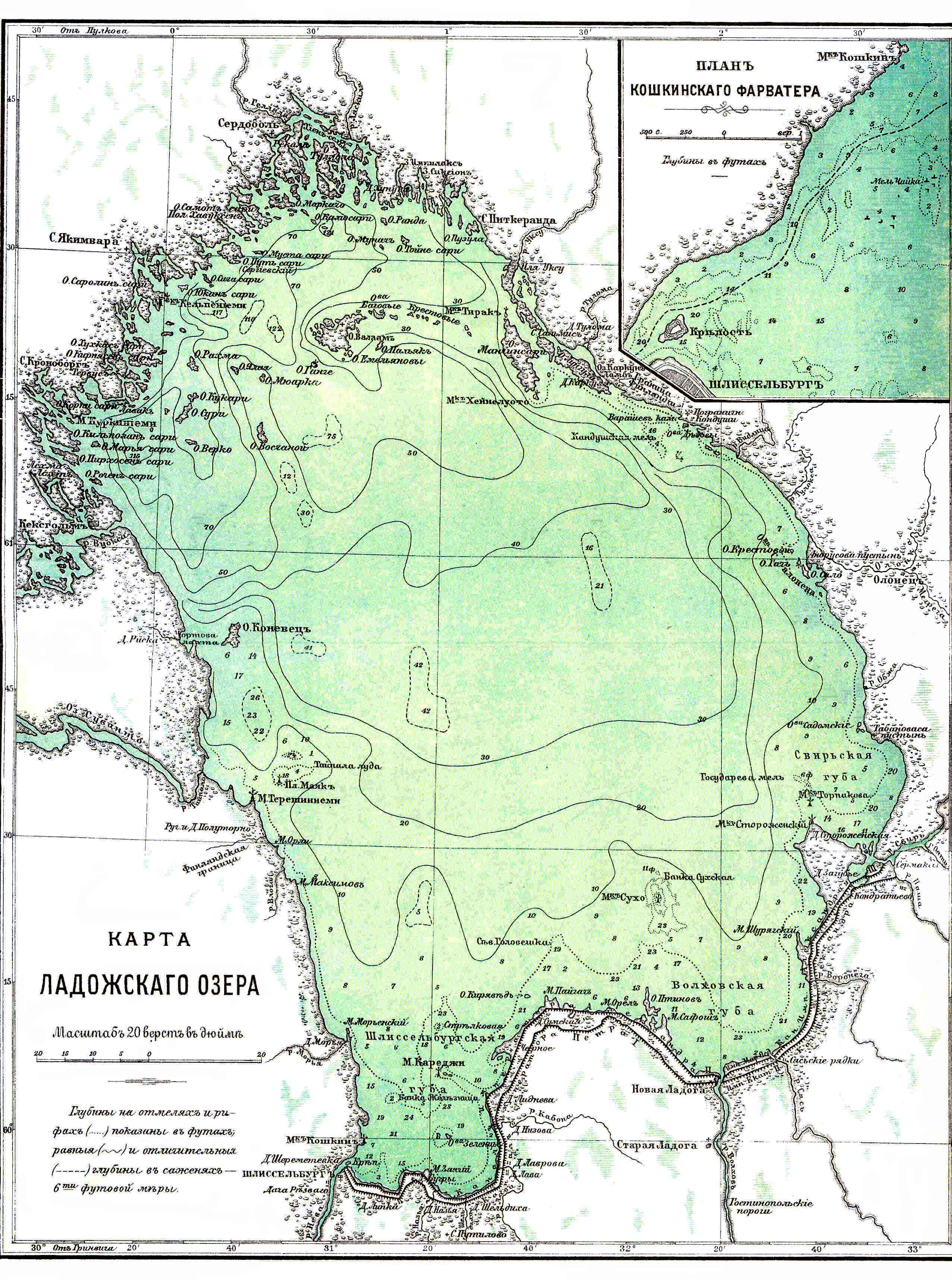
Llac Làdoga, el llac més gran d'Europa.

A Carèlia, Finlàndia i en la Península de Kola abunden els llacs tectònics glacials, que formen un veritable país lacustre. Només en el territori de Karelia hi ha gairebé 44.000 llacs de grandàries que oscil·len entre una hectàrea i uns quants centenars i milers de quilòmetres quadrats. Els llacs d'aquesta zona, sovint grans, estan disseminats en depressions tectòniques aprofundides i treballades per la glacera. Les seves ribes són rocoses, compostes d'antigues roques cristal·lines.
Zona de llacs de morrena
La zona de llacs morrènics coincideix amb la zona geomorfològica d'acumulació de la glacera de Valdai. Milers de llacs petits i poc profunds es troben dispersos en les irregularitats del relleu morrènic. Els més superficials estan coberts de joncs, canyisos, hornworts, osoka, els més profunds estan coberts de splavina.
Els llacs més grans de la regió, Pskov-Chudskoe (superfície 3.650 km²) i Ilmen, representen restes de masses d'aigua glacials més extenses del passat.
A més dels llacs morrènics, en aquesta zona es coneixen altres tipus de llacs. Així, al llarg de les costes de la Mar Bàltica es troben dispersos llacs lagunolimànics, i en llocs on es desenvolupen roques càrstiques del Període Devònic (en el sud-oest) i del Carbonífer (en el nord-est) - llacs càrstics.
La zona de planes d'inundació i llacs càrstics de sufusió
Les regions centrals i meridionals de l'interior de la Plana d'Europa Oriental estan cobertes per la zona de plana d'inundació i llacs de suffusion-karst. Aquesta zona es troba fora dels límits de la glaciació, excepte en el nord-oest, que va estar coberta per la Glacera del Dniéper. A causa del relleu erosionat ben definit, hi ha pocs llacs a la regió. Només són comuns els llacs de plana al·luvial al llarg de les valls fluvials; ocasionalment es troben petits llacs càrstics i llacs de sufusió.
La zona dels llacs limànics

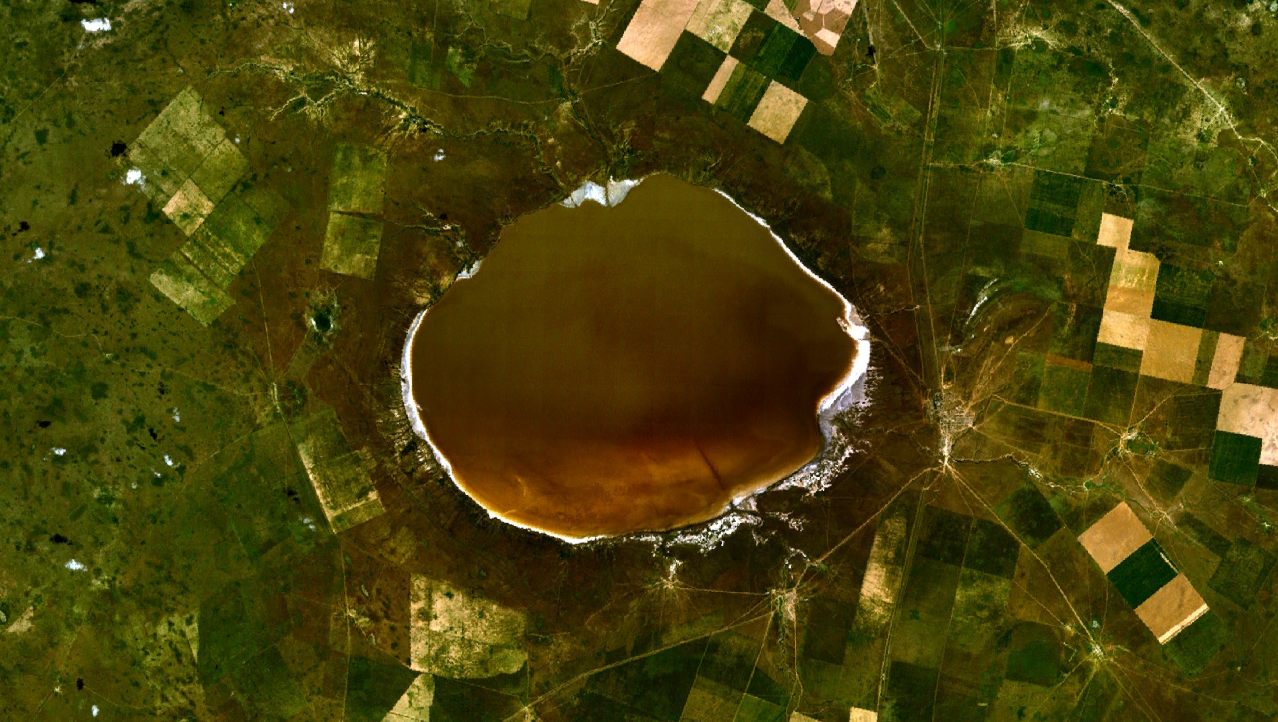
Llac Elton.

La zona de los llacs limànics es troba al territori de dos terres baixes costeres, Prichernomorskaya i Pricaspi. Per limànics s'entenen aquí llacs de diferent origen. Els limans de la plana de la Mar Negra representen badies marines (en el passat desembocadures de rius), separades de la mar per esculls arenosos. Els limans, o ilmens, de la Plana Precaspiana són depressions mal formades que s'omplen d'aigua dels rius que flueixen cap a ells a la primavera, i a l'estiu es converteixen en maresmes, Solontxacs, o camps de fencs

### Aigües subterrànies
Les aigües subterrànies estan molt esteses per tota la Plana d'Europa Oriental, formant la Regió Artesiana de la Plataforma d'Europa Oriental. Les depressions del basament serveixen de dipòsits per a l'acumulació d'aigües de diverses conques artesianes. Dins de Rússia s'identifiquen tres conques artesianes de primer ordre: Russa Mitjana, Russa Oriental i Precaspiana. Dins d'elles hi ha conques artesianes de segon ordre: Moskovski, Sursko-Khopyorski, Volgo-Kamskii, Preuralski, etc. Una de les més grans és la conca Moskovski, confinada en la sineclisis del mateix nom, que conté aigua a pressió en calcàries carboníferes fracturades.
La composició química i la temperatura de les aigües subterrànies canvien amb la profunditat. Les aigües dolces no superen els 250 m de gruix, i la seva mineralització augmenta amb la profunditat. De les aigües dolces hidrocarbonades es passa a les salobres i salines sulfatades i clorurades, i per sota a les salmorres clorurades, les salmorres sòdiques i, en les parts més profundes de la conca, a les salmorres càlcic-sòdiques. La temperatura augmenta i aconsegueix un màxim d'uns 70 °C a profunditats de 2 km a l'oest i 3,5 km a l'est.

## Ciutats
Les metròpolis de la plana d'Europa de l'Est són (aproximadament de nord a sud).
- Arkhànguelsk - Rússia
- Sant Petersburg - Rússia
- Tallinn - Estònia
- Perm - Rússia
- Iaroslavl - Rússia
- Tver - Rússia
- Riga - Letònia
- Kaliningrad - Rússia
- Nijni Nóvgorod - Rússia
- Kazan - Rússia
- Moscou - Rússia
- Ufa - Rússia
- Vílnius - Lituània
- Minsk - Bielorússia
- Samara - Rússia
- Varsòvia - Polònia
- Saràtov - Rússia
- Kíiv – Ucraïna
- Khàrkiv - Ucraïna
- Volgograd - Rússia
- Dniprò - Ucraïna
- Donetsk - Ucraïna
- Chișinău - Moldàvia
- Rostov del Don - Rússia
- Odessa - Ucraïna
- Astracan - Rússia